# Tierra de la Reina Maud
La Tierra de la Reina Maud (en noruego: Dronning Maud Land) es un sector de la Antártida Oriental sobre el océano Antártico que enfrenta al sur del continente africano. El Territorio comprende desde el meridiano 20° O hasta 45° E, limitando así con el Territorio Antártico Británico al oeste y el Territorio Antártico Australiano al este. Hacia el sur de la costa de la Tierra de la Reina Maud se extiende la meseta Antártica, por lo que la mayor parte del área está cubierta por bloques de hielo de enorme espesor. Su nombre fue puesto en homenaje a la reina Maud (1869-1938), esposa del rey Haakon VII de Noruega. La costa de la Tierra de la Reina Maud y el mar circundante son objeto de una reclamación de Noruega desde el 14 de enero de 1939, país que la considera un territorio dependiente bajo jurisdicción del Departamento de Asuntos Polares del Ministerio de Justicia y Seguridad Pública de Noruega.

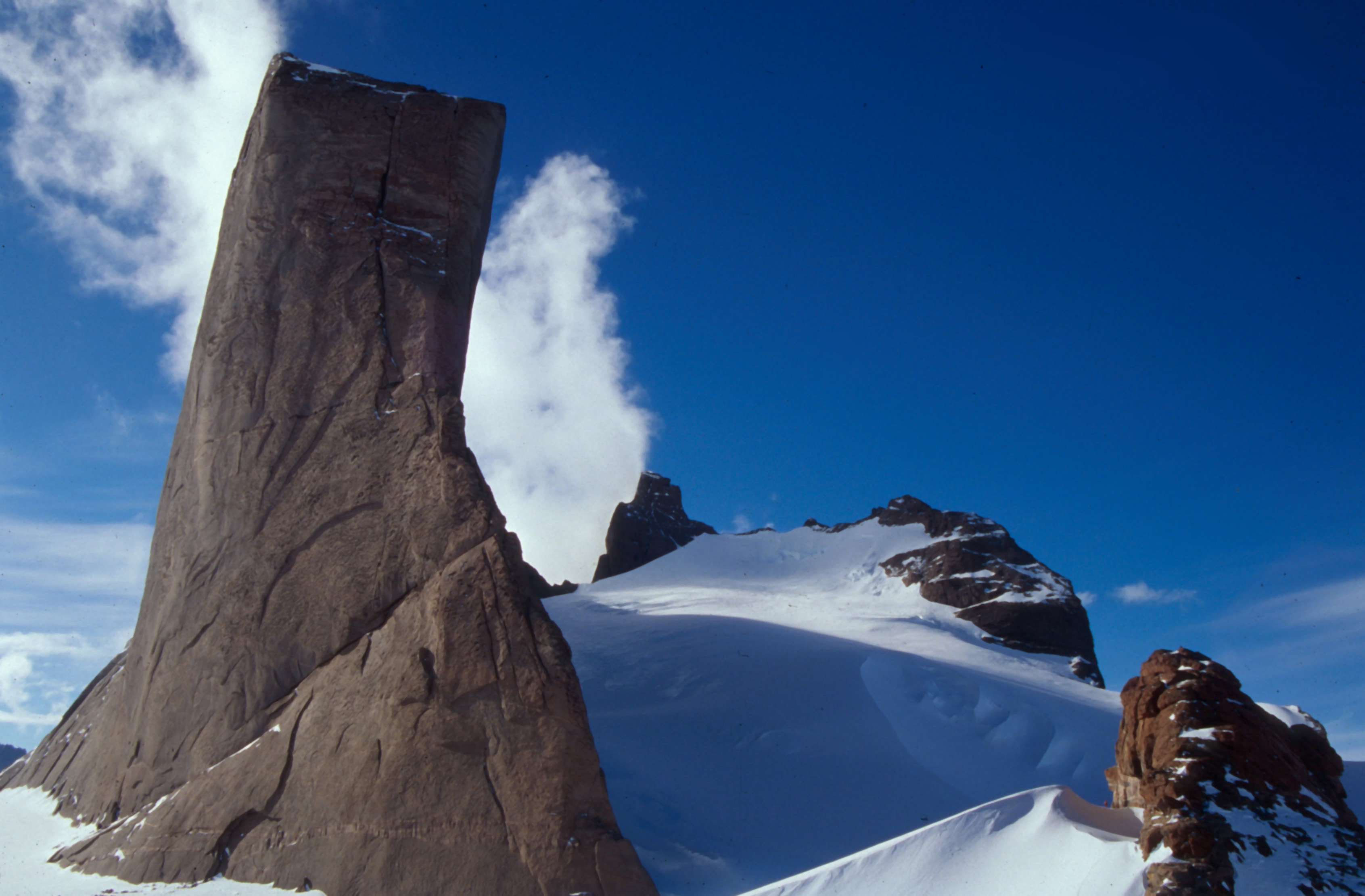
La cumbre Holtanna en la cordillera Fenriskjeften.

## Historia

### Expediciones noruegas a la Antártida
La primera expedición noruega a la Antártida entre 1892 y 1894 fue liderada por Carl Anton Larsen en el barco Jason propiedad de Lars Christensen. Esta expedición no tocó la Tierra de la Reina Maud ya que se dirigió a la zona de la barrera de hielo Larsen en el mar de Weddell. Larsen luego capitaneó el barco Antarctic, como parte de la Expedición Antártica Sueca de 1901-1904 dirigida por Otto Nordenskjöld, mientras que otro noruego, Carsten Borchgrevink, dirigió la Expedición Southern Cross de 1898-1900 al mar de Ross, la primera organizada y financiada por británicos.
La primera expedición en llegar al polo sur geográfico fue liderada por el explorador noruego Roald Amundsen. Él, junto a otros cuatro noruegos que integraron la expedición (Olav Bjaaland, Helmer Hanssen, Sverre Hassel y Oscar Wisting), llegaron al polo sur el 14 de diciembre de 1911 y plantaron la bandera noruega. Amundsen denominó Haakon VII's Vidde al total de la meseta polar que rodea el polo sur y la reclamó para el rey Haakon VII de Noruega. Sin embargo, el Gobierno noruego no aceptó la reclamación del polo sur debido a que contradecía sus posiciones en la disputa con la Unión Soviética en el ártico, al haber rechazado la teoría de los sectores polares. 
El empresario ballenero Lars Christensen financió 9 expediciones a la Antártida realizadas con los barcos Odd, Norvegia y Torshavn con el objetivo de explorar en busca de cetáceos. El Odd al mando de Anton S. Anderssen y de Eyvind Tofte expedicionó en 1927 a las Shetland del Sur y al mar de Bellingshausen. El Norvegia realizó 4 expediciones: en 1927-1928 al mando de Harald Horntvedt a las islas Georgias del Sur y Bouvet; en 1928-1929 al mando de Nils Larsen a las islas Bouvet, Shetland del Sur y Pedro I; en 1929-1930 al mando de Hjalmar Riiser-Larsen y de Nils Larsen a la isla Bouvet y la Tierra de Enderby en donde el 22 de diciembre de 1929 plantaron la bandera noruega, y luego descubrieron y mapearon la costa del Príncipe Olaf y la costa de la Princesa Marta; y en 1930-1931 al mando de Gunnar Isachsen y de Hjalmar Riiser-Larsen a la costa de la Princesa Ragnhild. El Torshavn realizó 4 expediciones entre 1931-1937. En esas expediciones el 1 de diciembre de 1927 Noruega reclamó la subantártica isla Bouvet y el 2 de febrero de 1929 la isla Pedro I. El área costera desde los 37° Este hasta los 49°30′ de longitud Este descubierta en 1930 por Hjalmar Riiser-Larsen como parte de los esfuerzos por cartografiar la Antártida fue denominada Dronning Maud Land en homenaje a la reina Maud (1869–1938), esposa del rey Haakon VII de Noruega.
Hjalmar Riiser-Larsen, Finn Lützow-Holm y Viggo Widerøe realizaron fotografías aéreas y mapearon la Tierra de la Reina Maud entre 1929 y 1937. Estas expediciones exploraron completamente la costa de la Tierra de la Reina Maud entre los 16°30′ O y los 45° E, incluyendo gran parte del interior. Durante la expedición de 1936-1937 Viggo Widerøe voló sobre la zona costera llamada costa del Príncipe Harald.

### Reclamación de Noruega
El 15 de abril de 1929 el Gobierno noruego expresó mediante una nota a los Estados Unidos que sobre la base de los descubrimientos realizados por Amundsen en el polo sur, tenía:

base válida para una reivindicación de prioridad para adquirir esos territorios siempre que las exigencias del derecho internacional en cuanto a la ocupación efectiva de un nuevo territorio se hayan cumplido.

Luego de conversaciones en 1934 Noruega obtuvo tácitamente el consentimiento británico a reclamar los territorios entre las Dependencias de las Islas Malvinas y el Territorio Antártico Australiano, pero no lo hizo efectivo hasta que en diciembre de 1938 el Gobierno noruego tomó conocimiento de la partida en secreto de la Expedición Antártica Alemana dirigida por Alfred Ritscher hacia la Tierra de la Reina Maud con propósitos de anexión del área. Esta situación hizo que Noruega hiciera efectiva su declaración de soberanía sobre la Tierra de la Reina Maud mediante un decreto real del 14 de enero de 1939 (aprobado unánimemente por el parlamento el 3 de marzo de 1939):

Kongen samtykkjer og skriv under eit framlagt utkast til kongeleg kunngjering om at den parten av fastlandsstranda i Antarktis som tøyer seg ifrå grensa for Falkland Islands Dependencies i vest (grensa for Coats Land) til grensa for Australian Antarctic Dependency i aust (45° austleg lengd) med det landet som ligg innafor denne stranda og det havet som ligg innåt, blir dregen inn under norsk statsvelde
Traducción: El Rey aprueba y firma un borrador del Real Orden que proclama que la parte de la costa continental de la Antártida que se extiende desde los límites de las Dependencias de las islas Malvinas en el oeste (el límite de la Tierra de Coats) a los límites del Territorio Antártico Australiano en el este (45° de longitud este), con la tierra situada en la costa y el mar circundante, se pondrá bajo la soberanía de Noruega.

Los derechos aducidos por Noruega para reclamar el área estaban justificados por la exploración geográfica llevada a cabo por ciudadanos noruegos en ella, así como por el interés noruego sobre la pesca de cetáceos en vista de prevenir que otras naciones pudieran tomar allí medidas para impedirla. El Gobierno noruego tuvo cuidado de dejar en claro que su reclamación no constituía un sector polar, ya que desde principios del siglo XX el rechazo de la teoría de los sectores polares era una de sus principales políticas exteriores, por lo que el decreto real no definió el límite sur de la reclamación ni la extensión del área marítima. El decreto dio al ministro de Justicia autoridad para establecer regulaciones en el área. 
Noruega comunicó el decreto real a países con los que tenía relaciones diplomáticas, de los cuales recibió objeciones de Estados Unidos, Chile, la Unión Soviética y Alemania. El Reino Unido respondió el 1 de septiembre de 1939 aceptando la reclamación y sugiriendo que el límite oeste fuera fijado en los 20° Oeste, ya que la definición en el límite de la Tierra de Coats era vaga, lo cual fue aceptado por Noruega. En una nota del ministro de Asuntos Exteriores de Alemania, Joachim von Ribbentrop, de 23 de enero de 1939, el Gobierno alemán disputó el reclamo noruego. Ritscher llegó a la costa de la Princesa Martha el 19 de enero de 1939 y los expedicionarios alemanes fotografiaron un área de aproximadamente 350 000 km² que fue denominada Neuschwabenland (Nueva Suabia), hasta su partida de regreso el 6 de febrero de 1939. Fuentes noruegas afirman que Alemania habría anunciado la formación de un Sector Antártico Alemán en agosto de 1939, entre los 4°59′ E y los 16°30′ E y hasta los 75° S.
En respuesta a la proclamación, el 27 de enero de 1939 el Comisariado Popular de Asuntos Exteriores de la Unión Soviética rechazó categóricamente todos los actos unilaterales en relación con la soberanía sobre los territorios antárticos y subrayó sus derechos históricos al descubrimiento de la Antártida en virtud de las expediciones de Bellingshausen y Lázarev. La reclamación noruega solo fue reconocida explícitamente por cuatro países: Francia, Australia, Nueva Zelanda y el Reino Unido, todos los cuales reconocen mutuamente sus reclamaciones antárticas.
Desde la entrada en vigor el 23 de junio de 1961 del Tratado Antártico -del que Noruega es miembro signatario original- ninguna reclamación territorial preexistente puede ampliarse, por lo que el área de la reclamación permanece indefinida. Sin embargo, el Gobierno noruego sostiene que el propósito de su reclamación fue el de establecer la posesión de la tierra que hasta entonces había estado sin gobierno y que nadie más que los noruegos habían estudiado y mapeado, por lo que las autoridades noruegas no se oponen a la interpretación de que el reclamo noruego se extiende hasta el polo sur.
El 4 de mayo de 2009 Noruega hizo una presentación ante la Comisión de Límites de la Plataforma Continental de las Naciones Unidas definiendo el área de la plataforma continental de la Tierra de la Reina Maud que reclama más allá de las 200 millas náuticas de la costa.
El 21 de junio de 1957 el parlamento noruego definió el estatus de la Tierra de la Reina Maud como dependencia, enmendando la ley del 27 de febrero de 1930 que dio ese estatus a las islas Bouvet y Pedro I. Un área con el estado de dependencia es parte del territorio noruego, pero no forma parte del Reino de Noruega.

### Exploraciones posteriores
En 1946-1947 grandes áreas antárticas fueron fotografiadas por la Operación Highjump de Estados Unidos al mando de Richard E. Byrd.
Entre 1949 y 1952 se llevó a cabo la primera expedición internacional noruego-sueco-británica, comúnmente llamada expedición Maudheim, liderada por el noruego John Giæver. La expedición realizó una serie de investigaciones científicas basadas en la estación de investigación Maudheim, construida en febrero de 1949 en la barrera de hielo Jelbart en la costa de la Princesa Marta. El 15 de enero de 1952 la base Maudheim fue abandonada.
La sexta expedición antártica noruega de 1956 a 1960 bajo la dirección de Sigurd Helle se asentó en la base Noruega construida sobre la barrera de hielo Fimbul para participar en el Año Geofísico Internacional. Su construcción se completó el 20 de enero de 1957.

## Sectores
Extendiendo los sectores limitados por meridianos hasta el Polo Sur, según el Comité Consultivo sobre Nomenclatura Antártica de Estados Unidos la Tierra de la Reina Maud comprende las áreas expresadas en la siguiente tabla (de oeste a este):
| N.º | Sector                                                  | Límite occidental | Límite oriental |
| --- | ------------------------------------------------------- | ----------------- | --------------- |
| 1   | Costa de la Princesa Marta (Princess Martha Coast)      | 20°0′ O           | 5°0′ E          |
| 2   | Costa de la Princesa Astrid (Princess Astrid Coast)     | 5°0′ E            | 20°0′ E         |
| 3   | Costa de la Princesa Ragnhild (Princess Ragnhild Coast) | 20°0′ E           | 34°0′ E         |
| 4   | Costa del Príncipe Harald (Prince Harald Coast)         | 34°0′ E           | 40°0′ E         |
| 5   | Costa del Príncipe Olaf (Prince Olav Coast)             | 40°0′ E           | 44°38′ E        |
|     | Tierra de la Reina Maud (Queen Maud Land)               | 19°0′ O           | 44°38′ E        |

El límite occidental corresponde al término del glaciar Stancomb-Wills, y el oriental al glaciar Shinnan/Carnebreen. Los límites intermedios son de oeste a este: meridiano 5° Este, meridiano 20° Este, península Riiser-Larsen, punta de entrada este de la bahía Lützow-Holm.
Los mismos límites fueron definidos por Noruega hasta que fueron modificados en 1973 de acuerdo a la siguiente tabla:
| N.º | Sector                                                  | Límite occidental | Límite oriental |
| --- | ------------------------------------------------------- | ----------------- | --------------- |
| 1   | Costa de la Princesa Marta (Kronprinsesse Märtha Kyst)  | 20°0′ O           | 0°30′ O         |
| 2   | Costa de la Princesa Astrid (Prinsesse Astrid Kyst)     | 0°30′ O           | 14°45′ E        |
| 3   | Costa de la Princesa Ragnhild (Prinsesse Ragnhild Kyst) | 14°45′ E          | 32°30′ E        |
| 4   | Costa del Príncipe Harald (Prins Harald Kyst)           | 32°30′ E          | 38°34′ E        |
| 5   | Costa del Príncipe Olaf (Kronprins Olav Kyst)           | 38°34′ E          | 45°0′ E         |
|     | Tierra de la Reina Maud (Dronning Maud Land)            | 20°0′ O           | 45°0′ E         |

Los límites intermedios pasaron a ser de oeste a este: Lengua de hielo Troll/Trolltunga, cabo Sedov/Sedovodden, fondo de la bahía Vestvika, y glaciar Shirase/Shirasebreen.
En 1948 Noruega y el Reino Unido acordaron que el nombre Tierra de la Reina Maud se redujera al sector noruego y no se extendiera al Territorio Antártico Británico, mientras que el nombre británico Tierra de Coats fue omitido en el sector noruego y reducida hasta el límite entre ambas reclamaciones. La costa Bruce, que era la parte de la Tierra de Coats que se hallaba al oriente de los 20° Este, desapareció de la cartografía británica.

## Geografía

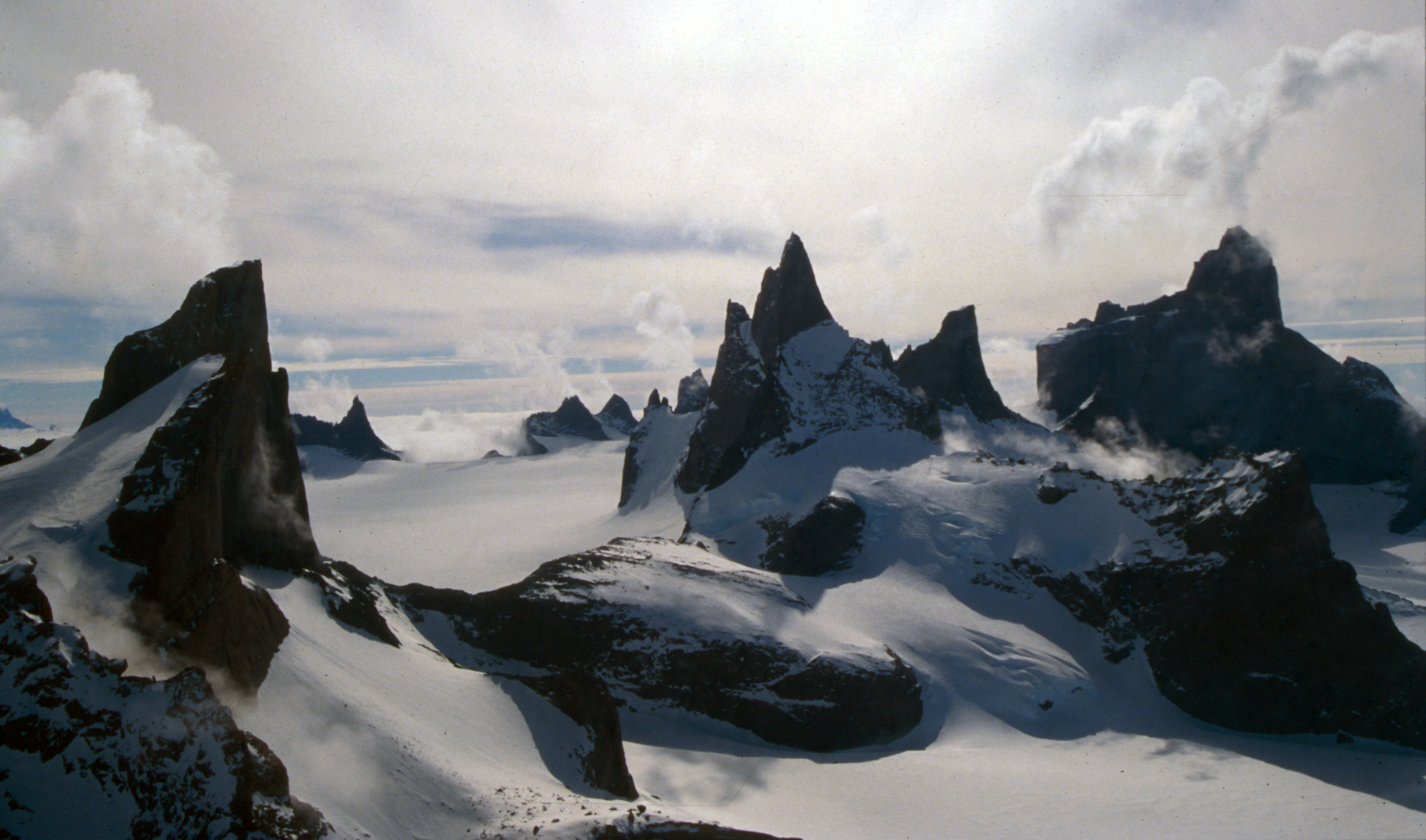
Las montañas Drygalski, una cordillera constituyente de las montañas Orvin.

De acuerdo a la definición aprobada el 1 de enero de 1952 por el Comité Consultivo sobre Nomenclatura Antártica de Estados Unidos, la Tierra de la Reina Maud geográficamente es la parte de la Antártida que se extiende desde el término del glaciar Stancomb-Wills (75°18′S 19°00′O / -75.300, -19.000) en la costa del mar de Weddell —que la separa de la costa Caird de la Tierra de Coats— hasta el glaciar Shinnan (67°55′S 44°38′E / -67.917, 44.633), que la separa de la Tierra de Enderby.
De acuerdo a la definición de Noruega es la porción de la Antártida entre los meridianos 20° Oeste y 45° Este.
La Tierra de la Reina Maud considerada como el sector de la Antártida limitado por los meridianos 20° Oeste y 45° Este con vértice en el polo sur comprende una sexta parte del continente con un área de 2,8 millones de km².
El mar que baña las costas de la Tierra de la Reina Maud es llamado por Noruega –a lo largo de toda su reclamación– mar del Rey Haakon VII. Otros países –como el Reino Unido y Rusia– llaman mar del Rey Haakon VII al sector que se extiende entre el cabo Norvegia (límite con el mar de Weddell) y el meridiano de Greenwich, denominando mar de Lázarev (entre 0° y 14° E), mar de Riiser-Larsen (entre 14° E y 34° E), y mar de los Cosmonautas (entre 34° E y 54° E) al resto de las costas de la Tierra de la Reina Maud.
No hay tierra libre de hielo sobre la costa, que consiste de una pared de hielo de 20 a 30 m de alto a lo largo de casi todo el territorio. Es solo posible desembarcar en unos pocos lugares. A unos 150 a 200 km de la costa picos rocosos perforan la capa de hielo alcanzando una altura media de 2000 m s. n. m., con su punto más alto en el Jøkulkyrkja (3148 m s. n. m.) en las montañas Mühlig-Hofmann. Las otras cordilleras principales son: Heimefront, Orvin, Wohlthat y Sør Rondane.
Geológicamente el terreno de la Tierra de la Reina Maud está dominado por gneiss precámbrico, formado hace 1 a 1,2 millardos de años, antes de la creación del supercontinente Gondwana. Las montañas consisten mayormente de rocas graníticas cristalinas, formadas hace 500 a 600 millones de años en la orogenia panafricana durante el ensamblamiento de Gondwana. En el extremo occidental del territorio hay rocas volcánicas y sedimentarias más jóvenes. Las investigaciones han revelado que sin la capa de hielo la costa sería similar a las de Noruega y Groenlandia, con profundos fiordos e islas.

## Fauna y flora

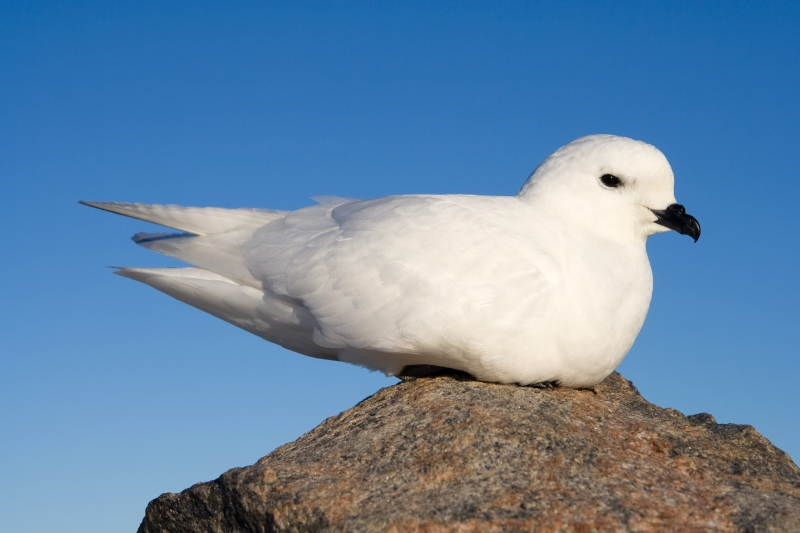
El petrel blanco es una de las especies de aves que se encuentran en la Tierra de la Reina Maud.

Hay tres tipos de aves alrededor de Troll: el petrel antártico, el petrel de las nieves y la skua del polo sur. El petrel antártico vive en el hielo marino durante la mayor parte del año, con la excepción de su temporada de cría (en la Antártida, de noviembre a febrero), cuando se traslada a las montañas y nunataks del interior. 5 millas cuadradas (5 sq mi) de acantilados libres de hielo en la costa de la Princesa Astrid llamada Montaña Svarthamaren albergan la mayor colonia interior conocida de aves marinas en reproducción de la Antártida, casi 1 millón (250.000 parejas) de petreles antárticos Muchos petreles de las nieves y skuas del polo sur también se reproducen en esta zona. Los petreles de las nieves están generalmente dispersos en colonias más pequeñas en las zonas montañosas de la Tierra de la Reina Maud. Durante la temporada de cría, el skua del polo sur se alimenta exclusivamente de los huevos, así como de aves jóvenes y adultas, de ambas especies de petreles.
El pingüino emperador tiene algunos de sus lugares de cría concentrados en la Tierra de la Reina Maud. Las cuatro verdaderas focas antárticas, a saber, la foca de Weddell, la foca leopardo, la foca cangrejera y la foca de Ross, se encuentran en el Mar Rey Haakon VII frente a la Tierra de la Reina Maud. La foca de Ross se encuentra notablemente en su mayor número en el Mar Rey Haakon VII.
Las zonas de nunatak tienen escasez de flora, limitada a líquenes, briofitas y algas. Las plantas con flores no se encuentran allí. El Instituto Polar Noruego no ha registrado la presencia de plantas o animales amenazados o raros en la Tierra de la Reina Maud.

## Bases antárticas

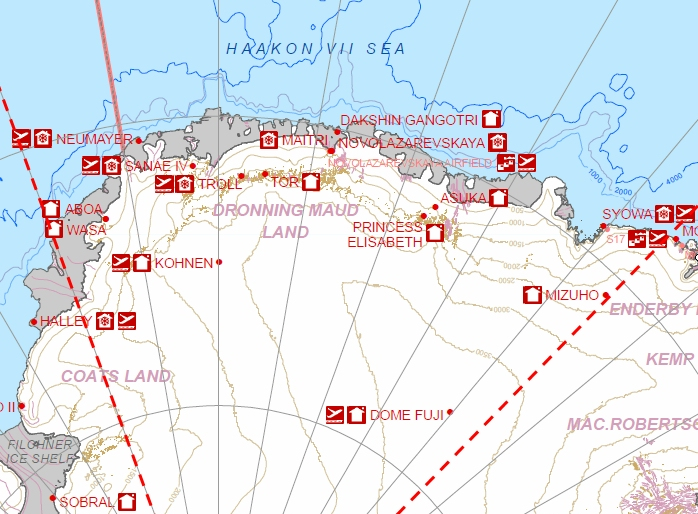
Estaciones científicas en la Tierra de la Reina Maud.

Las bases antárticas permanentes (operativas todo el año) instaladas en este territorio son:
- Alemania: Neumayer III
- Sudáfrica: SANAE IV
- Rusia: Novolázarevskaya
- India: Dakshin Gangotri
- India: Maitri
- Japón: Syowa
- Japón: Mizuho

El refugio Tor se ubica en Svarthamaren en la costa de la Princesa Marta, en las coordenadas 71°53.2′S 05°09.3′E / -71.8867, 5.1550, a 1625 m s. n. m. Fue establecido por Noruega en enero de 1985 y tiene capacidad para 4 personas.
La base Troll es una base antártica de Noruega localizada en el nunatak Jutulsessen a 235 km de la costa del mar de Lázarev en el sector oriental de la costa de la Princesa Marta. Fue inaugurada como base estival el 17 de febrero de 1990 y el 11 de febrero de 2005 la reina Sonia de Noruega la reinauguró como base permanente. El aeródromo de Troll fue inaugurado el 11 de febrero de 2005 y está situado a 6,8 km de la base Troll y consiste de una pista de hielo azul de 3300 m de largo y 100 m de ancho. Sirve como centro del DROMLAN.

## Estatus legal
Al igual que todas las demás reivindicaciones territoriales en la Antártida, la reivindicación noruega de la Tierra de la Reina Maud (junto con su reivindicación de la isla de Pedro I) está sujeta al Sistema del Tratado Antártico. El tratado deja claro que la Antártida solo puede ser utilizada con fines pacíficos y asegura la libertad de la actividad científica. Promueve la cooperación científica internacional y prohíbe cualquier actividad relacionada con la energía nuclear. Aunque las reivindicaciones territoriales no quedan invalidadas por el tratado, todas las reivindicaciones en virtud del artículo III del tratado quedan en efecto suspendidas mientras esté en vigor. Noruega, Australia, Francia, Nueva Zelandia y el Reino Unido han reconocido mutuamente sus reivindicaciones en la Antártida, pero hay una duda sobre los límites reales de la reivindicación, ya que las demarcaciones iniciales de Noruega tanto hacia el Polo Sur como hacia el mar quedaron sin aclarar. Aparentemente esto fue para evitar aceptar el uso del "principio del sector" para las reivindicaciones del Océano Ártico por parte de la Unión Soviética.

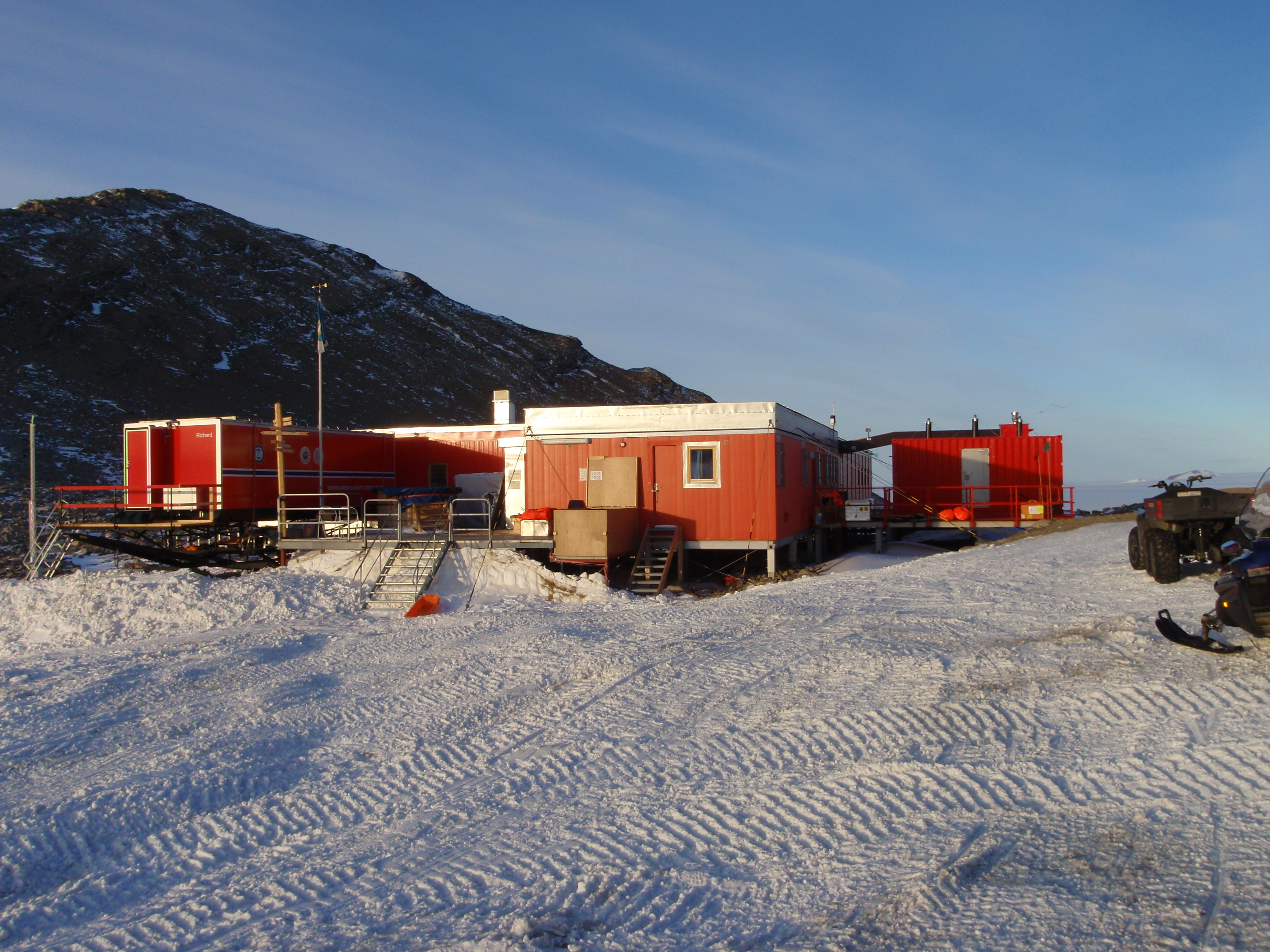
Estación Noruega en la Antártida

La administración noruega de la Tierra de la Reina Maud está controlada por el Departamento de Asuntos Polares del Ministerio de Justicia y la Policía, con sede en Oslo. La anexión del territorio está regulada por la Ley de Dependencia de 24 de marzo de 1933; la Tierra de la Reina Maud se añadió el 21 de junio de 1957. En ella se establece que el derecho penal, el derecho privado y el derecho procesal noruegos se aplican al territorio, además de otras leyes que establecen explícitamente que son válidas en el territorio. Además, establece que todo el territorio pertenece al Estado y prohíbe tanto las detonaciones nucleares como el almacenamiento de desechos nucleares.
Desde el 5 de mayo de 1995, la legislación noruega exige que todas las actividades noruegas en la Antártida se ajusten al derecho ambiental internacional para la Antártida. Por consiguiente, los ciudadanos noruegos que planifiquen actividades en la Tierra de la Reina Maud deben informar al Instituto Polar Noruego, que puede prohibir toda actividad que no cumpla con las normas. Quienes visiten la Tierra de la Reina Maud deben cumplir las leyes relativas a la protección de la naturaleza, el tratamiento de los desechos, la contaminación y los seguros para las operaciones de búsqueda y rescate.